# Wolf Rock Lighthouse
Das Wolf Rock Lighthouse steht auf dem Wolf Rock, einem Felsen vor der Küste von Cornwall, England.
Der Leuchtturm steht auf dem Felsen, der nur wenig über die Wasseroberfläche ragt und ein gefährliches Hindernis für die Schifffahrt darstellt. Der Name des Felsens soll sich entweder auf die Form des Felsens oder auf das Geräusch des Windes beziehen, dass wie Wolfsgeheul klingt, wenn er durch die Lücken im Felsen weht. Der Name Wolf wird seit 1800 für den Felsen verwendet.
Die Bedeutung einer Markierung des Felsens war lange bekannt. Im Jahr 1791 wurde das Recht eine Schifffahrtsmarkierung auf dem Felsen zu errichten an Henry Smith verpachtet. Dieser stellte 1795 einen eisernen sechs Meter hohen und zehn Zentimeter dicken Eisenpfahl auf den Felsen, der einen eisernen Wolf an seiner Spitze hatte. Das Seezeichen war unbeleuchtet und nur am Tage sichtbar. Der Pfahl wurde mit Zinn in einem Loch im Felsen befestigt. Es bot dem Meer wenig Widerstand und wurde schnell weggespült.
Von Samuel Brown wurde der Plan eines hohlen Bronzeturms mit einem Reflektor vorgelegt. Der Vorschlag wurde jedoch abgelehnt.
Robert Stevenson legte 1823 einen Plan für einen Leuchtturm auf dem Felsen vor. Doch die Kosten von 150.000 £ wurden als zu hoch angesehen.
Zwischen 1836 und 1840 wurde von James Walker ein eiserner Feuerkorb auf dem Felsen angebracht. Das Fundament des Korbes bestand aus einem 4,8 Meter breiten und ebenso hohen Fundament aus Eisenplatten, die mit Steinen, die mit Zement verbunden wurden gefüllt wurden. Der Bau des Fundamentes dauerte 302 Stunden, die sich jedoch über den gesamten Zeitraum von 1836 verteilten, da die Wetterbedingungen es so erforderlich machten. Der Bau des Feuers kostete 12.000 £. Der erste auf dem Fundament installierte Feuerkorb wurde im November 1840 ins Meer gespült, der danach installierte verschwand 1844 im Meer und ein dritter 1850. Das Fundament ist heute noch auf dem Felsen sichtbar.
1861 wurde mit dem Bau eines steinernen Turms nach den Plänen von James Walker begonnen, dessen Konstruktion sich an dem des Eddystone Lighthouses orientierte. Um die Standfestigkeit des Turms für lange Zeit zu gewährleisten, schützte man die Verbindung zwischen den Steinblöcken besonders. Dazu wurden die Steine mit einem Falz ausgestattet. Der höhere Stein wurde in die Ausnehmung am oberen Rand des unteren eingesetzt und der Überstand schützt dann den verbindenden Zement vor der Kraft der Wellen. In dieser Weise wurde bis zu einer Höhe von 11,8 m gearbeitet. Um weitere Sicherheit zu gewährleisten, wurde die untersten beiden Steinlagen einzeln mit Bronzebändern im Felsen verankert, während die darüber liegenden Lagen bis zur zwanzigsten untereinander mit Bronzebändern verbunden wurden. Die Steine sowie die Bolzen und Bänder sowie die Löcher für deren Aufnahme wurden in Penzance in einer eigens dafür errichteten Werkstatt am Hafen vorbereitet. Als die Arbeiten am Felsen 1862 aufgenommen wurden, hatte James Nicholas Douglass nach dem Tod von Walker die Bauleitung übernommen. Im ersten Jahr konnte der Felsen nur 22-mal betreten werden und 38 Stunden Arbeit geleistet werden. Bis Ende 1864 konnten nur 37 Steine angebracht werden.
Da der Zugang zum Felsen sich extrem schwierig erwies, wurde beschlossen, einen Landeplatz zu bauen, auf dem ein Kran angebracht werden konnte und damit konnte die Arbeit schneller vorangehen.  Ab dem 13. Juni 1867 hatte man eine Höhe erreicht, die es möglich machte auch während der Flut zu arbeiten. Am 29. Juni 1868 wurde das erste Mal eine Dampfmaschine eingesetzt, um die Steinblöcke anzuheben. Anstatt bisher 15 Minuten dauerte es dann nur noch 2,5 Minuten bis ein Stein eingesetzt werden konnte. Insgesamt wurden 1078 Steine verbaut. Die Baukosten beliefen sich auf 62.726 £. Vom Fuß bis zum Umgang ist der Turm 35 m hoch. An seiner Basis ist er 12,7 m breit und an seiner Spitze 5,2 m. Die Gesamthöhe beträgt 41 m. Der Turm wurde am 19. Juli 1869 fertiggestellt. Am 1. Januar 1870 wurde der Leuchtturm in Betrieb genommen. Eine Nebelglocke wurde kurz danach installiert.
1955 wurde die Beleuchtung von Öl auf Elektrizität umgestellt. Der Leuchtturm war 1977 der erste weltweit, auf dem eine Landeplattform für Hubschrauber installiert wurde. 1988 wurde der Turm auf Automatikbetrieb umgestellt.